# Cubarral
Cubarral est une municipalité située dans le département de Meta en Colombie.